# Discocalyx hymenandroides
Discocalyx hymenandroides är en viveväxtart som beskrevs av Carl Christian Mez. Discocalyx hymenandroides ingår i släktet Discocalyx och familjen viveväxter. Inga underarter finns listade i Catalogue of Life.